# The Well of the Saints
The Well of the Saints is een toneelstuk uit drie bedrijven geschreven door de Ierse toneelschrijver JM Synge, voor het eerst opgevoerd in het Abbey Theatre door de Irish National Theatre Society in februari 1905 . De plaats van handeling wordt omschreven  als "een eenzaam bergachtig gebied in het oosten van Ierland, één of meer eeuwen geleden." 
- Martin Doul, een oude blinde bedelaar
- Mary Doul, zijn vrouw, ook blind
- Timmy, een jonge smid
- Molly Byrne, de prachtige verloofde van Timmy
- de heilige, een rondzwervende heilige

Martin en Mary Doul zijn twee blinde bedelaars in de waan van de leugens van de dorpelingen die hen laten  geloven dat ze mooi zijn, terwijl ze in feite oud en lelijk zijn. Een heilige geneest hen van hun blindheid met water uit een heilige bron en op het eerste gezicht walgen ze van elkaar. Martin gaat voor Timmy de smid werken en probeert Timmy's verloofde, Molly, te verleiden, maar ze wijst hem bits af en Timmy stuurt hem weg. Martin en Mary verliezen beiden weer hun gezichtsvermogen. Wanneer de heilige terugkeert om Timmy en Molly te trouwen, weigert Martin zijn aanbod om hun blindheid opnieuw te genezen. De heilige neemt hieraan aanstoot en de dorpelingen verbannen het paar, dat naar het zuiden gaat op zoek naar vriendelijkere buren.